# Mayerling (Producers' Showcase)
Mayerling è il sesto episodio della terza stagione della serie televisiva antologica statunitense Producers' Showcase, distribuito come un film televisivo a sé stante.

## Il film
Tratto dal romanzo Idyll's End di Claude Anet, pseudonimo di Jean Schopfer, a sua volta basato su una storia vera, è stato diretto da Anatole Litvak in collaborazione con Kirk Browning e vede nei panni dei protagonisti Audrey Hepburn e Mel Ferrer. Litvak aveva già diretto un'omonima trasposizione cinematografica del romanzo nel 1936.
Il film narra i fatti di Mayerling, concernenti il presunto suicidio di Rodolfo d'Asburgo-Lorena, figlio dell'Imperatore Francesco Giuseppe e dell'Imperatrice Elisabetta ("Sissi"), e della sua amante, la Baronessa Maria Vetsera. I due si uccisero il 30 gennaio 1889.

## Distribuzione
È stato trasmesso dalla NBC il 4 febbraio 1957, per poi venire proiettato anche nei cinema europei. Si tratta di una produzione molto costosa, realizzata con un budget di mezzo milione di dollari, spropositato per l'epoca, caratterizzato da costumi e scenografie sontuose, vasti set e un cast di oltre cento attori. Fu accolta, tuttavia, da critiche negative, che mettevano in risalto come lo sfarzo eccessivo fosse in contrasto con l'intima storia dei protagonisti, i quali risultavano poco credibili e trasmettevano al pubblico poca passione.
Originariamente trasmesso a colori, più di mezzo secolo dopo l'episodio fu distribuito dalla Films Around The World in versione rimasterizzata, in bianco e nero, su DVD.